# 마읍천
마읍천(麻邑川)은 강원특별자치도 삼척시 노곡면 상마읍리 사금산의 문의재에서 발원하여 북류하다가 동쪽으로 방향을 바꾸어 삼척시 근덕면 덕산리에서 동해로 흘러드는 하천이다.

## 유래
마읍천(麻邑川)은 마읍이라는 마을에서 유래하였다. 마읍은 1914년 행정구역 개편 때부터 통일해서 쓰기 시작해 지금까지 내려오고 있지만 그전에는 마읍(馬邑)·마라읍(馬羅邑)·말읍(末邑)·마읍(麻邑) 등으로 다양하게 불린 것으로 알려져 있다. 《척주지》에는 "맹방 남쪽 5리에 교가역(交柯驛)이 있다. 그곳 하천을 교가천이라 하는데 마라읍산(麻羅邑山)에서 발원한다."는 내용이 있다. 《청구도》에는 마읍산(麻邑山)·말읍리(末邑里)가 표기되어 있다. 이런 내용을 통해서도 마읍이 다양하게 불렸음을 알 수 있다.

## 지리
마읍천은 농업용수로 유용하게 쓰인다. 하류에는 맹방해수욕장이 있다. 맹방에는 매향맹방정(埋香孟芳汀)이라는 표현이 있다. 고려 충선왕 원년(1309)에 영동지방의 고을 원님들이 미륵이 인간 세상에 내려와 구제해주기를 기원하는 뜻에서 포진(浦津)에 향나무 2,500주를 나누어 묻었는데 맹방리 해안에도 250주를 묻은 데서 유래하고 있다. 일제강점기에는 산림철도가 부설된 적이 있다.

## 같이 보기
- 마읍천 단층